# Куйтун
Куйту́н (бур. Хүйтэн) — рабочий посёлок в Иркутской области, Россия, административный центр Куйтунского района.
В посёлке — железнодорожная станция на Транссибирской магистрали. Крупный центр сельскохозяйственного и лесоперерабатывающего производства.

## Этимология
Название Куйтун — бурятское. Куйтун в переводе с бурятского (Хүйтэн) обозначает — два понятия: «холодный» и обширные плоские, приподнятые степные пространства вдали от лесов, представляющие собой хорошие просторные пастбища и пахотные земли.

## История
Примерно в XVII веке енисейские казаки соприкоснулись с поселениями бурят, занимавших почти всё Приангарье и начали стремительно осваивать незнакомые территории и оттеснять коренных жителей на восток. По неуточненным данным, Куйтун (станец) стал заселяться в 1680 году и начинал развиваться как притрактовое село, через которое перевозилась государственная почта и различные грузы.
В 1872 году в Куйтуне открылось смешанное училище, через 6 лет церковно-приходская школа, а в 1899 году — женское училище. В 1890 году построен кирпичный завод, который стал работать на полную мощность только после гражданской войны.
26 сентября 1957 года Куйтун становится рабочим посёлком.

## Население
| 1959    | 1970    | 1979    | 1989    | 2002    | 2009    | 2010    |
| ------- | ------- | ------- | ------- | ------- | ------- | ------- |
| 8827    | ↗10 781 | ↘10 774 | ↗11 137 | ↘10 847 | ↘10 416 | ↘10 097 |
| 2011    | 2012    | 2013    | 2014    | 2015    | 2016    | 2017    |
| ↘10 070 | ↘9929   | ↘9803   | ↘9686   | ↘9588   | ↘9506   | ↘9487   |
| 2021    |         |         |         |         |         |         |
| ↗9838   |         |         |         |         |         |         |

## Экономика
Лесоперерабатывающие и сельскохозяйственные предприятия.